# Fernando Martín
Pour les articles homonymes, voir Martín.
Fernando Martín Espina, né le 25 mars 1962 à Madrid, mort le 3 décembre 1989 à Madrid, était un joueur de basket-ball espagnol évoluant au poste de pivot. Il est le premier joueur espagnol à avoir joué en NBA.
Son frère cadet, Antonio Martín, est également un joueur international de basket.

## Biographie
Après avoir pratiqué la natation et le basket-ball dans sa jeunesse, il débute dans les catégories de jeunes avec l'Estudiantes. Dès 19 ans, il fait partie du cinq majeur de son équipe avant de rejoindre le Real Madrid en 1981. Il évolue cinq ans dans ce club, avec lequel il remporte de nombreux trophées :  quatre titres de Champion d'Espagne, deux Coupe du Roi. Il dispute une finale de la coupe des clubs champions en 1985. Il remporte également le championnat du monde des clubs en 1982.
Ses bonnes performances attirent les clubs de la NBA. Il devient ainsi le premier espagnol à s'inscrire à la draft en 1985.
C'est en 1986 qu'il fait ses débuts en NBA avec les Trail Blazers de Portland, devenant le premier espagnol à rejoindre la ligue nord-américaine. Il n'y jouera finalement que 24 matchs en raison d'une blessure qui le tient éloigné des terrains pendant deux mois.
De retour en Espagne dans son ancien club du Real, il complète son palmarès par une Coupe des Coupes aux côtés de la star yougoslave Dražen Petrović qui rejoint la NBA la saison suivante.
Avec la sélection espagnole, il fait partie, avec Juan Antonio Corbalán, Juan Antonio San Epifanio, Solozábal, de la génération des joueurs qui remporte la médaille d'argent à l'Eurobasket 1983 de Nantes mais surtout la médaille d'argent aux Jeux olympiques de 1984 de Los Angeles.
Le 3 décembre 1989, il se tue au volant d'une Lancia Thema 8.32 à Madrid, alors qu'il va soutenir son équipe dans un match qu'il ne peut disputer en raison d'une blessure. Arrivant à haute vitesse sur la voie d'insertion de l'autoroute M30, il aurait perdu le contrôle de sa voiture en voulant éviter une coulée d'eau sur le bord de la route. Partie en glisse, la voiture traverse la première voie automobile, part en tonneaux, traverse le terreplein central, et finit sa course sur le toit dans la voie opposée. Une Opel Kadett arrivant en contre-sens le percute de plein fouet. Le conducteur, Ricardo Delgado, sera gravement blessé, gardant de lourdes séquelles, mais survivra. Fernando Martín, lui, mourra durant son transfert à l'hôpital.
Au moment de l'accident, il allait chercher son coéquipier Enrique Villalobos. Cette mort laisse une grande trace, et provoqua une énorme émotion dans le basket espagnol et mondial. Le Real n'a depuis jamais réattribué son numéro 10.
En 2007, il est introduit à titre posthume au sein du FIBA Hall Of Fame. Rudy Fernández lui rend hommage lors du concours de dunk du NBA All-Star Game 2009 en réalisant l'un de ses dunks en portant un maillot portant le nom de Fernando Martín et son numéro 10.

## Club
- Estudiantes
- Real Madrid

### NBA
- Trail Blazers de Portland

## Palmarès

### Club
compétitions internationales 
- Finaliste de l'Euroligue 1985
- Coupe des Coupes 1989
- Mondial des Clubs 1982

 compétitions nationales 
- Champion d'Espagne en 1982, 1984, 1985 et 1986
- Vainqueur de la Coupe du Roi en 1985 et 1986

### Équipe nationale
Jeux olympiques d'été
- Médaille d'argent des Jeux olympiques de 1984 de Los Angeles

Championnat d'Europe
- Médaille d'argent du Championnat d'Europe de basket-ball 1983 à Nantes